# Менделеев, Павел Павлович
Па́вел Па́влович Менделе́ев (31 декабря 1863, Тверская губерния — 2 юля 1951, Сент-Женевьев-де-Буа, Французская Республика) — русский общественный и государственный деятель, член Государственного совета.

## Биография
Родился в семье потомственных дворян Тверской губернии.
В 1885 году окончил Императорское училище правоведения.
С 1885 года — служащий в Государственной канцелярии, с 1887 года — в Уголовном кассационном департаменте Сената. С 1889 года — столоначальник 1-го департамента Министерства юстиции. С 1894 года — чиновник Собственной Е. И. В. канцелярии.
С 1900 года — действительный статский советник.
С 1904 года — начальник отделения канцелярии Совета министров. В 1909 году тайный советник, вышел в отставку.
С 1909 года гласный Тверского и Тульского губернских земских собраний, с 1911 года почётный мировой судья Ефремовского уезда.
С 1913 года председатель правления акционерного общества «Елецкий портланд-цемент», предводитель дворянства Тверской губернии.
В 1915 году участник съездов Объединённого дворянства, член и председатель комиссий их Постоянного совета, в октябре избран членом Государственного совета от дворянских обществ. В 1916 году вошел в Особое совещание по продовольственному делу.
Член Поместного собора Православной Российской церкви 1917—1918 годов по избранию от Государственного совета, член Юридического совещания при Соборном Совете и I, II, III, V, VI, VII отделов.
В 1918 году в Киеве член бюро Совета Государственного объединения России. В 1919 выехал в Англию.
C 1920 года жил в Париже, секретарь Главного русского комитета по делам о беженцах (1920—1921) и Российского земско-городского комитета (1921—1931). С 1926 года товарищ председателя Союза русских дворян, с 1939 года председатель, с 1949 года почётным председатель. Почётный председатель Общества бывших воспитанников Императорского училища правоведения и Комитета правоведской кассы. С 1936 года член Союза ревнителей памяти императора Николая II.
С 1938 года представитель Русского зарубежного исторического архива в Париже, жил в Русском доме Сент-Женевьев-де-Буа, был старостой Свято-Никольского храма. Автор воспоминаний «Свет и тени моей жизни» (опубликованы посмертно). Был женат на Ираиде Ивановне.
Скончался в 1951 году. Похоронен на кладбище Сент-Женевьев-де-Буа.
Большая часть архива Менделеева хранится в Бахметьевском архиве Колумбийского университета, ряд документов находится в ГАРФ.

## Воспоминания современников
В сборнике Н. Л. Пашенного «Императорское Училище Правоведения и Правоведы в годы мира, войны и смуты» Менделеев упоминается как
Человек высокого ума, всестороннего образования, знаток литературы, музыки и театрального искусства, отличался и своим тактом и добротою, почему пользовался глубоким уважением и симпатиями всех его знавших.

## Награды
- Орден Святого Станислава 3-й степени (1891)
- Орден Святой Анны 3-й степени (1894)
- Орден Святой Анны 2-й степени (1904)
- Орден Святого Владимира 3-й степени (1905)
- Орден Святого Станислава 1-й степени (1908)
- Орден Святой Анны 1-й степени (1914)